# Onthophagus gosoli
Onthophagus gosoli là một loài bọ cánh cứng trong họ Bọ hung (Scarabaeidae).